# Haldorus williamsi
Haldorus williamsi är en insektsart som beskrevs av De Menezes 1974. Haldorus williamsi ingår i släktet Haldorus och familjen dvärgstritar. Inga underarter finns listade i Catalogue of Life.